# Гай Косконий
Гай Косконий (на латински: Caius Cosconius; Gaius Cosconius; † 59 пр.н.е.) е политик на Римската република през 1 век пр.н.е.
Произлиза от сенаторската фамилия Косконии. През 63 пр.н.е., когато Цицерон е консул, Касконий служи като претор. От 62 пр.н.е. до 61 пр.н.е. той е проконсул на провинция Далечна Испания. Неговият легат е Публий Вациний, който след това е обвинен от Цицерон в корупция.
През 59 пр.н.е. той е номиниран за двадесетчленната комисия, която трябва да проведе закона Lex agrariae на Юлий Цезар в Кампания. Умира същата година.